# 빈카인
빈카인(베트남어: Vĩnh Khánh / 永慶 영경 / 1729년 4월 ~ 1732년 8월)은 베트남 후 레 왕조(後黎朝) 폐제(廢帝) 혼덕공(昏德公) 레 주이 프엉(黎維祊)의 연호이다.
- 찐 주 군주(섭정) : 찐끄엉(鄭棡) → 찐장(鄭杠)
- 응우옌 주 군주 : 응우옌 푹 쭈(阮福澍)

## 개원
- 바오타이(保泰) 10년 4월 21일[1](그레고리력 1729년 5월 18일)에 연호를 빈카인(永慶)으로 개원함.[2][3][4]

- 빈카인(永慶) 4년 8월 26일[5](그레고리력 1732년 10월 14일)에 연호를 롱득(龍德)으로 개원함.[2][3][4]

## 연대 대조표
| 빈카인 | 서기 (西紀) | 간지 (干支) | 응우옌 주 기년 | 청나라 연호    |
| 원년   | 1729년      | 기유 (己酉) | 영주(寧主) 4년 | 옹정(雍正) 7년 |
| 2년    | 1730년      | 경술 (庚戌) | 영주 5년       | 옹정 8년       |
| 3년    | 1731년      | 신해 (辛亥) | 영주 6년       | 옹정 9년       |
| 4년    | 1732년      | 임자 (壬子) | 영주 7년       | 옹정 10년      |

## 동시대 연호

### 중국
청(淸)
- 옹정(雍正) (1723년 ~ 1735년)

### 일본
- 교호(享保) (1716년 ~ 1736년)

## 같이 보기
- 베트남의 연호